# Ciepła czapka
Ciepła czapka (ang. The Wool Cap) – amerykański film obyczajowy z 2004 roku w reżyserii Stevena Schachtera.

## Opis fabuły
Niemy Gigot jest dozorcą. Pewnego razu jakaś kobieta prosi go, by przez jeden dzień zaopiekował się jej córeczką, 10-letnią Lou. Matka nie wraca jednak po dziecko. Mijają tygodnie. W końcu mężczyzna postanawia zaadoptować Lou. Nie jest to jednak proste.

## Obsada
- William H. Macy jako Gigot
- Keke Palmer jako Lou
- Lucinda Davis jako siostra Jamala
- Michelle Sweeney jako dziadek Jamala
- Kwasi Songui jako Joe
- Catherine O’Hara jako Gloria
- Marian Wagner jako kobieta w parku
- Ned Beatty jako ojciec Gigota
- Cherise Boothe jako Arleen
- Don Rickles jako Ira

i inni